# Buckeystown (Maryland)
Buckeystown es un lugar designado por el censo ubicado en el condado de Frederick en el estado estadounidense de Maryland. En el Censo de 2010 tenía una población de 1.019 habitantes y una densidad poblacional de 255,98 personas por km².

## Geografía
Buckeystown se encuentra ubicado en las coordenadas 39°19′50″N 77°25′52″O / 39.33056, -77.43111. Según la Oficina del Censo de los Estados Unidos, Buckeystown tiene una superficie total de 3.98 km², de la cual 3.96 km² corresponden a tierra firme y (0.52%) 0.02 km² es agua.

## Demografía
Según el censo de 2010, había 1.019 personas residiendo en Buckeystown. La densidad de población era de 255,98 hab./km². De los 1.019 habitantes, Buckeystown estaba compuesto por el 95.78% blancos, el 0.98% eran afroamericanos, el 0.29% eran amerindios, el 1.28% eran asiáticos, el 0% eran isleños del Pacífico, el 0.29% eran de otras razas y el 1.37% pertenecían a dos o más razas. Del total de la población el 2.75% eran hispanos o latinos de cualquier raza.